# Kwamalasamoetoe Airstrip
Kwamalasamoetoe Airstrip is een landingsstrook bij Kwamalasamoetoe, een inheems Trio-dorp in het zuiden van het district Sipaliwini in Suriname, tegen het Tigri-gebied aan.
Er zijn rond de zes maatschappijen die het vliegveld aandoen. Er zijn lijnvluchten naar Zorg en Hoop Airport in Paramaribo. 
De ondergrond van de landingsbaan is van gras. De baan heeft een lengte van circa 750 meter.